# Église Saint-Martin de Doue
L'église Saint-Martin est une église catholique située à Doue, en France.

## Situation
L'église est érigée un peu à l'écart du bourg de Doue, une petite commune du centre de la Seine-et-Marne. Le bâtiment s'élève sur une petite éminence, la butte de Doue, qui domine d'une trentaine de mètres les alentours. Elle jouxte son cimetière.

## Historique
L'église Saint Martin date du XIIIe siècle.
L'édifice est classé au titre des monuments historiques en 1922.

## Structure
L'église est un édifice de style gothique.

## Mobilier
L'église comprend plusieurs objets inscrits au titre des monuments historiques :
- Une chaire à prêcher[3]
- La clôture de chœur[4]
- Des fonts baptismaux remontant à la fin du XIVe siècle ou au début du XVe siècle[5]
- Un groupe sculpté : La Charité de saint Martin[6]
- Le maître-autel[7]
- Deux tableaux :
  - Miracle de saint Hubert[8]
  - Tobie et l'Ange[9]